# Cushing (Oklahoma)
Pour les articles homonymes, voir Cushing.
Cushing est une ville de l'Oklahoma, située dans le comté de Payne, aux États-Unis.

## Économie
Cushing est connue pour être un hub de l'industrie pétrolière américaine, lieu où est mesuré le WTI, indice-phare du prix du pétrole sur le marché américain.
La ville est également le terminal du Seaway Pipeline servant à transporter du pétrole lourd et léger depuis Freeport au Texas.
En 1983, Cushing a été choisi comme lieu de livraison physique pour tous les contrats à terme de pétrole.

## Source
- (en) Cet article est partiellement ou en totalité issu de l’article de Wikipédia en anglais intitulé « Cushing, Oklahoma » (voir la liste des auteurs).